# Selección de fútbol sala de Tuvalu

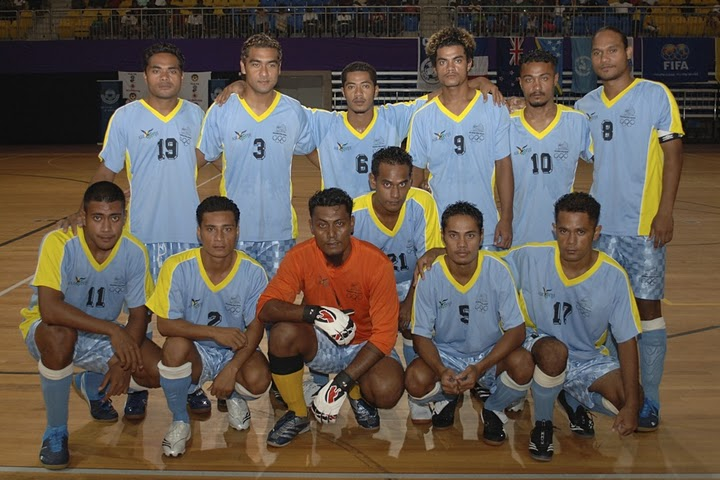
Selección del año 2011.

La Selección de fútbol sala de Tuvalu es el equipo que representa al país en el Campeonato de Futsal de la OFC y es controlado por la Asociación Nacional de Fútbol de Tuvalu. Debido a que Tuvalu no es miembro de la FIFA, no puede participar en la Copa Mundial de fútbol sala de la FIFA.

## Estadísticas

### Campeonato de Futsal de la OFC
| Campeonato de Futsal de la OFC | Campeonato de Futsal de la OFC | Campeonato de Futsal de la OFC | Campeonato de Futsal de la OFC | Campeonato de Futsal de la OFC | Campeonato de Futsal de la OFC | Campeonato de Futsal de la OFC | Campeonato de Futsal de la OFC |
| Año                            | Ronda                          | J                              | G                              | E                              | P                              | GF                             | GC                             |
| ------------------------------ | ------------------------------ | ------------------------------ | ------------------------------ | ------------------------------ | ------------------------------ | ------------------------------ | ------------------------------ |
| 2008                           | Séptimo lugar                  | 6                              | 0                              | 0                              | 6                              | 6                              | 57                             |
| 2009                           | No participó                   | No participó                   | No participó                   | No participó                   | No participó                   | No participó                   | No participó                   |
| 2010                           | Séptimo lugar                  | 6                              | 0                              | 0                              | 6                              | 7                              | 53                             |
| 2011                           | Octavo lugar                   | 4                              | 0                              | 0                              | 4                              | 3                              | 36                             |
| 2013                           | No participó                   | No participó                   | No participó                   | No participó                   | No participó                   | No participó                   | No participó                   |
| 2014                           | No participó                   | No participó                   | No participó                   | No participó                   | No participó                   | No participó                   | No participó                   |
| 2016                           | No participó                   | No participó                   | No participó                   | No participó                   | No participó                   | No participó                   | No participó                   |
| 2019                           | No participó                   | No participó                   | No participó                   | No participó                   | No participó                   | No participó                   | No participó                   |
| 2022                           | No participó                   | No participó                   | No participó                   | No participó                   | No participó                   | No participó                   | No participó                   |
| 2023                           | No participó                   | No participó                   | No participó                   | No participó                   | No participó                   | No participó                   | No participó                   |
| Total                          | 3/14                           | 14                             | 0                              | 0                              | 14                             | 16                             | 146                            |